# Fekete Ernő
Fekete Ernő (születési nevén Fekete Tibor; Szombathely, 1972. március 19. –) Jászai Mari-díjas magyar színész, érdemes művész, a Budapesti Katona József Színház tagja.

## Életút
Színésznek készült, diákszínpadok tevékeny résztvevője volt. Először a szombathelyi Ferrum Színpadon lépett fel. 16 évesen az 1988-as Ki mit tud?-on a versmondó kategória győztese lett. A főiskolára csak második nekifutásra veszik fel. Egy évet Veszprémben tölt, segédszínészként szerez tapasztalatot. Ebben az időben a színház egyik vezetője volt Kapás Dezső is, akinek a főiskolán tanítványa lesz. Mestereként tartja számon Horvai Istvánt, Ascher Tamást, Benedek Miklóst és Máté Gábort is. Évfolyamtársai voltak: Marozsán Erika, Schell Judit, Hajdu Steve, Kamarás Iván, Keszég László. A diploma után három színház az Új-; a kecskeméti és a budapesti Katona József Színház is szerződést ajánlott. Az utóbbihoz szerződik Ascher hatására.
Sokat foglalkoztatott szinkronszínész, filmben és a televízióban viszonylag ritkán osztottak rá szerepet. Hangját számos rádió és „hangoskönyvtári” felvétel is őrzi.
A Galaxy4, az Arena4 és a Match4 csatornahangjaként is ismert.
Eredeti keresztneve Tibor. A színházi világban a Fekete Tibor név már foglalt volt, így a szakma íratlan szabályait betartva megkülönböztető művésznevet választott, amellyel 1979-ben elhunyt édesapjára is emlékezik.

## Mennyekbe vágtató prolibusz
2010 márciusában mutatta be, a tíz éve érlelődő, Weöres Sándor műveiből "komponált" estjét. Az egyórás összeállítás a közönség és a szakma köreiben is reveláció erejével hatott.
Molnár Gál Péter (NOL 2010. március 24)
Fekete Ernő a Katona József dohányzójából nyíló Sufniban Weöres Sándor verseiből egyórányit összeállított és telt ház előtt elmondja. Nem szavalja. Nem recitálja. Nem édeskés mosollyal odatisztelgi a költő nem létező szobra tövébe.

Nem is felkapaszkodik a magyar nyelv lángelméjének garabonciás köpönyegébe, hogy felhúzódzkodjék közszemlére, kölcsönt csórva a halhatatlanságból. Fekete elmondja a verseket. Közvetíti a költőt. Hangot ad a nyomtatott soroknak. Tolmácsa az elholt élőnek a félelmétől félholt színész.
A költő győzelme az egyórás este. Kibabrál a cenzúrán. Falhoz keni a vaskalaposokat. Diadallal átugrik a halálon és bekeringőzik a halhatatlanságba.
Szegő János (revizoronline 2010. március 23.)

Az előadás igazi ereje a sűrűsödés, a rezonancia erősödése. Weöres költői optikája a földtörténeti koroktól a csillagos égig látott el. Poétikájában a legprimitívebb indulatszavak, a ragok, a nyelv sara az egyik teremtő közeg. A másik pedig az éteri-szubtilis, a megfoghatatlan, áttetsző transzcendencia. A földtörténeti rezonancia érzetét csak erősítette, hogy a Sufni mellett-alatt elhaladó hármas metró időnként megremegtette a stúdiót, a legjobb dramaturgiai pontokon szólva bele az előadásba. Ami ennél valószínűbb: Fekete Ernő reagált mindig úgy a metróra, hogy az ellenkezője látszódjék.
Tarján Tamás (kultura.hu 2010. március 11.)

Fekete Ernő Tóth László és Tóth Judit segítségével, Keresztes Tamás zenéjére hozta létre a Mennyekbe vágtató prolibuszt, de rendezőt nem jelöl meg a pici színlap. Ha ilyen a rendező nélküli színház – éljen! Megrendezett, ám nem túlteatralizált a mono-Weöres a közönséggel dialogizáló előadása. Profán szertartás, önmagát fricskázó szimfónia.

## Szerepeiből

### Színház
A Színházi adattárban regisztrált bemutatóinak száma: 81.
| A Veszprémi Petőfi Színházban gyakornokként játszott szerepek - Georges Feydeau: Egy hölgy a Maximból (Hantignol) - G. B. Shaw: Szent Johanna (Bertrand de Poulengey) - Emőd Tamás - Török Rezső: Ipafai lakodalom (Holló Valdemár, polgármester) Főiskolai vizsgaelőadásai és gyakorlaton az Új Színházban játszott szerepei - Molnár Ferenc: Paprikánia - Ionesco: Különóra - Örkény István: Kulcskeresők - Kornis Mihály: Halleluja - Kleist: - Amphytrion - Homburg hercege (Franz, lakáj) - Vörösmarty Mihály: Csongor és Tünde - Üdlak (Duzzog) A Katonában és vendégként - Molière: - A fösvény (Jacques) - Tartuffe (Damis, majd a Címszerep) - Scapin furfangjai (Címszerep) - Karneválszínház, Szombathely - A mizantróp (Alceste) - Victor Hugo-Jeles András: A nevető ember (Wapentake) - Csehov: - Cseresznyéskert (Trofimov) - Ivanov (Címszerep) - Sirály (Dorn) - John Arden: Élnek, mint a disznók (Tisztviselő) - Venyegyikt Vasziljevics Jerofejev: Walpurgis-éj, avagy a kővendég léptei (Gurevics) - Per Olov Enquist: A tribádok éjszakája (Strindberg) - Ódry Színpad - Shakespeare: - Szeget szeggel (Claudio, majd Angelo) - A vihar (Stephano) - Sok hűhó semmiért (Leonato) - Ódry Színpad - Szentivánéji álom (Lysander) - Bárka Színház - Szentivánéji álom (Theseus) - Zsámbéki Szombatok Nyári Színháza - Ahogy tetszik (Le Beau, Jaques) - Keszthelyi Nyári Játékok - Ahogy tetszik - Othello (Jago) - Vígszínház - Gábor Andor-est Mit ültök a kávéházban? (Az író) - Alex Königsmark: Agyő, kedvesem! (Eduard) - Gombrowicz: Yvonne, burgundi hercegnő (Fülöp herceg, trónörökös) - Klíma: Alulról az ibolyát (Sumák) - Stoppard: Árkádia (Septimus Hodge) - Caragiale: Elveszett levél (Polgár) - Ránki György–Hubay Miklós–Vas István: Egy szerelem három éjszakája - Szkéné Színház (Szomorú költő) - Tankred Dorst: Paul úr (Helm) - Tasnádi István: Közellenség (Csődör) - Victor Hugo-Bleont: A párizsi Notre-Dame -Zsámbéki Szombatok Nyári Színháza (Phoebus kapitány) - Hamvai Kornél: Hóhérok hava (Lavoisier, Árus, Kikiáltó, Utas, Guinchard, Halálraítélt színész) - Nestroy: A talizmán (Szotyola, segédkertész) | - Brecht-Weill: - Koldusopera (Leprás Mátyás) - Kurázsi mama és gyermekei: (Szakács) - Euripidész: Bakkhánsnők (Agaué) - Weöres Sándor: - Szent György és a sárkány (Giorgio lovag) - A kétfejű fenevad (Radonay, Ibrahim) - Mennyekbe vágtató prolibusz - önálló vers-est a Katona József Színházban - Bartis Attila: Anyám, Kleopátra - Nemzeti Színház (Andor) - Widmer Top Dogs (Kristián) - Dosztojevszkij: Az idióta (Lev Nyikolajevics Miskin herceg) - Vinnai András-Bodó Viktor: Ledarálnakeltűntem - Spiró György: Koccanás (Rövidgatyás) - Commedia dell’arte (Pulcinella) - William Congreve: Így él a világ (Mirabell) - Forgách András: A kulcs (Öcs) - Papp András - Térey János: Kazamaták - Bernard-Marie Koltès: A néger és a kutyák harca (Alboury, fekete, titokzatos módon jutott be a telepre) - Vvegyenszkij: Ivanovék karácsonya - Csokonai Vitéz Mihály: A méla Tempefői avagy...Kőszegi Várszínház (címszerep) - Mikszáth Kálmán-Makk Károly-Lőkös Ildikó-Lackfi János: Királyi kaland (Mátyás) - Egressy Gábor: Halljátok végszavam: ártatlan vagyok! - Gorkij: Barbárok (Monahov, Mavrikij Oszipovics, pénzügyőri szemlész) - Vinnai András: Vakond (Mihail Gromov, pszichiátriai ápolt) - Travi vari - TÁP Színház - Gyász - a Tünet Együttes és a Katona József Színház közös produkciója - Persona - Ingmar Bergman nyomán (Orvos, Férj) - Zsámbéki Színházi Bázis - Tersánszky Józsi Jenő - Grecsó Krisztián: Cigányok (Nyomozó 1.) - Gustave Flaubert - Forgách András: Dilettánsok (Faverge gróf) - Georg Büchner - Robert Wilson - Tom Waits - Kathleen Brennan: Woyzeck (Doktor) - Térey János: Protokoll (Mátrai Ágoston, protokollfőnök a Külügyminisztériumban) - Radnóti Miklós Színház - Békeffi István - Szenes Iván - Fényes Szabolcs: Szerencsés flótás (Péter) - Városmajori Szabadtéri Színpad - Ibsen: - Hedda Gabler (Ejlert Lövborg) - A vadkacsa (Hjalmar Ekdal) - A nép ellensége (Doktor Tomas Stockmann) - Nóra - karácsony Helmeréknél (Helmer) - Brestyánszki B.R.: Vörös (A Katona József Színház és a szabadkai Népszínház Magyar Társulatának közös produkciója) - Gorkij: Fényevők (Vagin) - Peter Weiss: M/S (De Sade márki) - Borbély Szilárd: Az olaszliszkai (Áldozat) - Ephraim: Emilia Galotti (Odoardo) - McDonagh: Hóhérok (Harry) - Székely Csaba: Passio XXI. (Pilátus) |

- Orlai Produkciós Iroda
  - Paul Blake: Római vakáció:
  - Anat Gov: Happy Ending
  - John Patrick Shanley: Kétely

### Mozgókép
| - Somlói galuska - kis pesti filmmese 15 percben (2002) - Magyar szépség (2002) - Hat emelet tiszta üveg (2004 - kísérleti film) - Most látszom, most nem látszom (2004) - Kornél (2004) - Sorstalanság (2005) - Emelet (2006) - Lora (2006) - Egy nő igaz története (2007 - kis-játékfilm) - Utolsó jelentés Annáról (2009) - Fekete leves (2013) - Brazilok (2017) - Kincsem (2017) - Aurora Borealis – Északi fény (2017) - Budapest Inferno – A Molnár János-barlang titka (2017 - dokumentumfilm) - narrátor - X – A rendszerből törölve (2018) - Seveled (2019) - Így vagy tökéletes (2021) - Miénk a kép Műsor Gubás Gabival (1996) - Millenniumi mesék: Semmelweiss Ignác (2000) - A leghidegebb éjszaka (2000) - Karácsony Máraival - A Valencia-rejtély - Ármány és szerelem anno 1951 (2011) - Társas játék, HBO (2013) - Félvilág (2015) - Alvilág (2019) - Foglyok (2019) - Mintaapák (2021) - Kék róka (2022) - Hunyadi (2025) |

### Szinkron
Több, mint félszáz filmben szinkronizált. Magyarul az ő hangján szólalt meg többek között: Robert Downey Jr., Christian Bale és Joaquin Phoenix. A Csillagkapu című sorozatban egy ideig ő volt Teal’c (Christopher Judge) magyar hangja. A csodadoktor című török orvosi drámasorozatban Dr. Tanju Korman (Murat Aygen) szinkronhangja. A Dalgliesh című bűnügyi sorozatban ő kölcsönzi a főszereplő, Dalgliesh nyomozó hangját. 
Szerepeiből
- Brokeback Mountain – Túl a barátságon
- Batman: Kezdődik!
- Durr, durr és csók
- A sötét lovag
- A sötét lovag – Felemelkedés
- Robotzsaru
- Hegylakó - a holló
- A háború áldozatai
- A hiúság vására
- A holland fény Narrátor (2003)
- 300
- Vigyázz, kész, szörf!
- Lantana – Szövevény
- Sherlock Holmes
- Sherlock Holmes 2. – Árnyjáték
- Vasember
- Vasember 2.
- Bosszúállók
- Vasember 3.
- Bosszúállók: Ultron kora
- Amerika Kapitány: Polgárháború
- Pókember: Hazatérés
- Bosszúállók: Végtelen háború
- Bosszúállók: Végjáték
- Pókember: Idegenben
- A nagy svindli
- Amélie csodálatos élete
- Casanova
- Szárnyas Fejvadász

### Rádió
Rádiószínházi szerepei
| - Gábor Éva: Kerekerdőn, fű alatt - mesejáték (további szereplő) dramaturg: Marschall Éva rendezte: Gábor László István (1995) - Heinrich von Kleist - Forgách András: O Márkiné (Orosz gróf) dr.: Solténszky Tibor r.: Saár Tamás (1996) - Csehov: - Sirály (Trepljov) dr: Sumonyi Papp Zoltán r.: Saár Tamás (1997) - Három év (Kosztya) rádióra alkalmazta: Egressy Zoltán dr.: Mesterházi Márton r.: Saár Tamás (1997) - Edvard Radzinszkij: Az utolsó cár utolsó éjszakája (Lukojanov) r.a.: Sári László dr.: Simon László r.: Gothár Péter (1998) - Móra Ferenc: Dióbél királyfi (Matykó) dr: Szebényi Cecília r.: Varsányi Anikó (1998) - Ödön von Horváth: Férfiakat Szelistyének (Hadnagy) r.a: Simon László dr.: Solténszky Tibor r.: Ács János (1998) - Rákosi Viktor - Spira György - Gothár Péter: Díszkötésben (Rottenbiller polgármester) dr.: Sári László r.: Gothár Péter (1998) - Bródy Sándor: A szerető. Erkölcsrajz egy főhercegi családról (Ágost, osztrák herceg) dr.: Sződy Szilárd r.: Saár Tamás (1999) - Egressy Zoltán: Reviczky (Címszerep) dr.: Mesterházi Márton - Solténszky Tibor r.: Máté Gábor (1999) - Tóth Gábor Ákos: Segesvár, végállomás (Idegen) dr.: Sumonyi Papp Zoltán r.: Alföldi Róbert (1999) - Zalán Tibor: Hi-szen az Interneten - mesejáték (további szereplő) dr.: Marschall Éva r.: Tasnádi Márton (1999) - Molnár Ferenc: A zenélő angyal (Aurél) r.: Dobai Vilmos (2000) - Tolnai Ottó: Könyökkanyar (Fiatalember) r.: Dániel Ferenc (2000) - Vörösmarty Mihály: - Csongor és Tünde (Csongor) r.a.: Varsányi Anikó r.: Gothár Péter (2000) - A tatárjárás után történt eset (Széphalmi, ifjú nemes) r.a.: Szakonyi Károly dr.: Sződy Szilárd r.: Csizmadia Tibor (2000) - Kincskeresők (Jolán kérője) r.a.: Nyerges András dr.: Balla Ferenc r.: Máté Gábor (2000) - Az áldozat (Szabolcs) r.a.: Pós Sándor dr.: Simon László r.: Sződy Szilárd (2000) - Jókai Mór: A tengerszemű hölgy (Petőfi) r.a.: Joó László dr.: Sződy Szilárd r.: Pós Sándor (2000) - Thuküdidész: A nagy történet (Alkibiadész) dr.: Vágó Péter r.: Kőváry Katalin (2000) - Nagy András: Arad, éjjel (Lázár Vilmos) dr.: Varsányi Anikó r.: Sződy Szilárd (2003) - Vágó Márta emlékei József Attiláról. Levélváltás 1928-29-ből (József Attila) szerk és r.: Varsányi Anikó (2005) - Epiktétosz: A szabadságról dr.: Turay Tamás r.: Vajdai Vilmos (2006) | - Hérodotosz: A görög-perzsa háború dr: Vágó Péter és Zoltán Gábor r.: Fodor Tamás (2007) - Rubin Szilárd: Csirkejáték (Till) r.a.: Varga Viktor r.: Magos György (2007) - Határ Győző: Diszkrét báj kicsiny pocakkal (további szereplő) összeállította: Varga Viktor r.: Máté Gábor (2009) - Borbély Szilárd: Orfeuszok és Euridikék (Kazinczy) készítette: Bognár Monika, Gebauer Mária, Lehoczky Orsolya és Táncos Tamás (2009) - Magos György: Különféle helyek visszhangja (Marci) dr.: Varga Viktor r.: Magos György (2009) - Jancsi és Juliska (Elbeszélő) dr.: Turai Tamás r.: Gothár Péter (2009) - Háy János: A gyerek (Címszerep) r.: Markovits Ferenc (2009) - Balla Zsófia: Születésünk napja. Rendező: Fodor Tamás; szerkesztő: Solténszky Tibor; zene: Kakó Gyula (2010. szeptember 19.) - Mindenki káros az egészségre! - Tandori Dezső Plusz-minusz senki című regényének rádióváltozata (Teddy Pittlestone) r.a.: Varga Viktor r.: Magos György (2010) - Weöres Sándor: A mozdulatlan folyton közeleg. Zenei szerkesztő: Kakó Gyula; dr.: Cseicsnyer Ottília; r.: Bognár Mónika (2013) - Szomory Dezső: A párizsi regény. Rádióra alkalmazta és rendezte: Csaba Klári; zene: Hortobágyi László (2014. április 19.) Felolvasások - Az utca vége - Tar Sándor írása szerk.: Vágó Péter r.: Varsányi Anikó (1999) - Eset a nyomtatóval - Lanczor Attila novellája sz.: Vágó Péter r.: Simonyi János (2000) - A méltóságos úr hasa - Kosztolányi Dezső novellája r.: Sárospataki Zsuzsanna (2003) - Deák - Mikszáth Kálmán írása Deák Ferenc születésének századik évfordulójára sz.: Vágó Péter r.: Varsányi Anikó (2003) - Haladási napló - összeállítás Nádasdy Ádám írásaiból sz.: Turai Tamás (2004) - Franz Kafka Prágája - irodalmi részletek sz.: Győri László r.: Simonyi János (2005) - A Nagy Fehér Ház városa - Wurzell Gábor novellája sz.: Filippinyi Éva r: Sárospataki Zsuzsanna (2005) - Szárnyaszegett mondatok - Szlovákiai magyar szép versek 2005 sz.: Filippinyi Éva r.: Sárospataki Zsuzsanna (2005) - Jánossy Lajos: Hamu és ecet (részletek) sz.: Kovács Gabriella r.: Markovits Ferenc (2006) - Első közlés - Zalán Tibor verseiből sz.: Lehoczky Orsolya (2008) - Bodor Ádám: Az utolsó szénégetők - Tárcanovellák 1978–1981 sz.: Turai Tamás r.: Gothár Péter (2010) - Krasznahorkai László: ÁllatVanBent - Tárlatvezetés férfihangon sz.: Varga Viktor r.: Magos György (2010) |

### Hangoskönyv
- Bartis Attila: A nyugalom (Kossuth Kiadó; ISBN 978-963-09-5563-8) (2007)
- Hangos útikönyvek – Kedvenc városom: London (Kossuth Kiadó; ISBN 978-963-09-5705-2) (2007)
- Gárdonyi Géza: A láthatatlan ember (TITIS Kft; ISBN 978-615-51-5720-2 99) (2014)
- Graham Greene: A tizedik (TITIS Kft; ISBN 978-963-88-8634-7) (2010)
- Tamási Áron: Ábel a rengetegben (TITIS Kft; ISBN 978-963-88-8633-0) (2010)
- Daniel Keyes: Virágot Algernonnak (TITIS Kft; ISBN 978-615-51-5705-9) (2011)
- Márai Sándor: Csutora (TITIS Kft; ISBN 978-615-51-5714-1) (2013)
- Erich Maria Remarque: Éjszaka Lisszabonban (TITIS Kft; ISBN 978-615-51-5714-1) (2018)
- Sir Arthur Conan Doyle: Sherlock Holmes - A félelem völgye (TITIS Kft; ISBN 978-615-51-5761-5) (2019)
- Hamvas Béla: A halhatatlanság tüzében (MEDIO Kiadói Kft.; ISBN 978-963-92-4081-0) (2019)
- Sir Arthur Conan Doyle: Sherlock Holmes kalandjai 1. (TITIS Kft; ISBN 978-615-51-5766-0) (2020)
- Sir Arthur Conan Doyle: Sherlock Holmes kalandjai 2. (TITIS Kft; ISBN 978-615-51-5767-7) (2020)
- Sir Arthur Conan Doyle: Sherlock Holmes emlékiratai 1. (TITIS Kft; ISBN 978-615-51-5771-4) (2021)

## Díjai
- Ki mit tud? – első helyezés versmondó kategóriában (1988)
- A legjobb férfialakítás díja a Színművészeti Főiskolán (Ionesco: Különóra)
- Vastaps-díj
  - a legjobb férfi főszereplőnek - Viktor Vlagyimirovics Jerofejev: Walpurgis-éj, avagy a kővendég léptei (Gurevics) (1996)
  - a legjobb férfi főszereplőnek - Molière: A mizantróp (Alceste) (2011)
  - a legjobb férfi főszereplőnek - Ibsen: Nóra - arácsony Helmeréknél (Helmer); McDonagh: Hóhérok (Harry)
  - a legjobb férfi mellékszereplőnek
  - különdíj a Mennyekbe vágtató prolibusz c. produkció létrehozásáért (2010)
- Színikritikusok díja
  - A legjobb férfi mellékszereplőnek - Euripidész: Bakkhánsnők (Agaué) - Nestroy: A talizmán (Szotyola) (2001)
  - A legjobb férfi főszereplőnek - Dosztojevszkij: Az idióta (Lev Nyikolajevics Miskin herceg) (2003)
  - A legjobb férfi főszereplőnek - Shakespeare: Othello (Jago),[10] Weöres Sándor: A kétfejű fenevad és Mennyekbe vágtató prolibusz (2010)
  - A legjobb férfi főszereplőnek - Térey János: Protokoll (Mátray Ágoston)[11] (2012)
- A Pécsi Országos Színházi Találkozó a legjobb férfi főszereplőnek járó díja - Dosztojevszkij: Az idióta (Lev Nyikolajevics Miskin herceg) (2003)
- Súgó Csiga díj (2002, 2005)
- Jászai Mari-díj (2002)
- Érdemes művész (2010)[12]
- Magyar Filmdíj (2020) – Legjobb férfi főszereplő (tévéfilm)

## Kép és hang
- Ivanov
- A vadkacsa
- Ledarálnakeltűntem
- Lora

## Hitvallás
„Én igazából színházban gondolkodom, nem szerepben. Előttem egy jó előadás képe lebeg, amit egy jó rendező készít, és amiben én is jó vagyok. Ott vannak a kiváló kollégák, és a néző nem tud felkelni a székből, mert olyan jó este volt. Ez érdekel. A színház komplettebb dolog, nem arról szól, hogy én most mit nézek ki magamnak. Attól, hogy milyen az alapállapotod este hatkor, persze egy kicsit más lesz minden előadás. Ha fel vagy dobva, szerelmes vagy és nyertél a lottón, akkor máshogy töltöd meg ugyanazokat a mondatokat, mintha mondjuk meghalt valaki, aki fontos neked. Más mondatok lesznek hangsúlyosak és érzékenyek.
Nagyon szeretem a próbát. Semmit nem tudsz még, és hirtelen ebből a semmiből, ebből a homályból jön egy ötlet, és abból el lehet indulni, abból valami jó sül ki. Aztán az előadáson ezt kell a lehető legjobban reprodukálni, estéről estére. Nálunk a néző mindig azt a színvonalat kapja, amit mondjuk a harmadik előadáson – vagy egy kicsit jobbat.”